# Township Rollers Football Club
O Township Rollers Football Club é um clube de futebol com sede em Gaborone, Botswana. A equipe compete na Botswana Premier League.

## História
O clube foi fundado em 1961.

## Títulos
Botswana Premier League (16): 1979, 1980, 1982, 1983, 1984, 1985, 1987, 1995, 2004–05, 2009–10, 2010–11, 2013–14, 2015–16, 2016-17, 2017-18, 2018-19

## Notáveis jogadores
| Botswana - Phemelo Ditsile - Seabo Gabanakgosi - Mogogi Gabonamong - Aubrey Kebonnetse - Barolong Lemmenyane | - Boitumelo Mafoko - Moemedi Moatlhaping - Joel Mogorosi - Mokgathi Mokgathi - Tshepiso Molwantwa - Phenyo "Kideo" Mongala | - Raphael Nthwane - Mmusa Ohilwe - Diphetogo "Dipsy" Selolwane Zimbabwe - Terrence Mandaza |